# Gazela arabska
Gazela arabska (Gazella arabica) – ssak z rodziny wołowatych zaliczany do grupy gazeli – małych antylop. Ich populacja wynosi około 5 do 7 tysięcy osobników. Międzynarodowa Unia Ochrony Przyrody (IUCN) wymienia Gazella arabica w Czerwonej księdze gatunków zagrożonych jako gatunek narażony. 

## Podgatunki
W obrębie gatunku wyróżniane są dwa podgatunki:
- Gazella arabica arabica (Lichtenstein, 1827) (dawniej: ariel)
- † Gazella arabica bilkis Groves & Lay, 1985 (gazela jemeńska)

## Występowanie
Gazela arabska występuje na terenie Arabii Saudyjskiej oraz Omanu. Prawdopodobnie występuje także w Jemenie.